# Cugir
Cugir é uma cidade da Roménia com 30.244 habitantes, localizada no distrito de Alba.